# لبنان في ألعاب البحر الأبيض المتوسط 2022
شاركت لبنان في النُسخة التاسعة عشرة من دورة ألعاب البحر الأبيض المتوسط 2022 التي أقيمت بمدينة وهران في الجزائر خلال الفترة من 25 يونيو (حزيران) وحتى 6 يوليو (تموز) 2022، ولم توفّق لبنان خلال منافسات هذه البطولة في إحراز أية ميداليات.

## الميداليات
لم يتمكّن لاعبي لبنان من حصد أية ميداليات خلال منافسات النُسخة التاسعة عشرة من بطولة دورة ألعاب البحر الأبيض المتوسط عام 2022، وحلّت لبنان في المركز الخامس والعشرين من حيث النتائج في ترتيب الدول المُشاركة بالبطولة.

## اللاعبين المُشاركين
شارك 38 لاعبًا من لبنان في منافسات النُسخة التاسعة عشرة من بطولة دورة ألعاب البحر الأبيض المتوسط عام 2022 من بينهم 6 لاعبات هنّ زينب خاتون في لعبة الملاكمة، وريتا أبو جودة في لعبة المبارزة، ونتاشا طربية في لعبة الجودو، وكل من أندريانا الطون ومحاسن فتوح وأليكسا مينا في لعبة رفع الأثقال. وكان اللاعبين المُشاركين موزّعين على النحو التالي:
| اللعبة      | عدد اللاعبين المُشاركين من لبنان | رجال | سيدات |
| ----------- | ------------------------------- | ---- | ----- |
| الرماية     | 1                               | 1    | 0     |
| الملاكمة    | 2                               | 1    | 1     |
| المبارزة    | 2                               | 1    | 1     |
| الجودو      | 3                               | 2    | 1     |
| الإبحار     | 1                               | 1    | 0     |
| رفع الأثقال | 3                               | 0    | 3     |

## نتائج المنافسات

### في الرماية
جاءت نتائج اللاعبين اللبنانيين المُشاركين في منافسات الرماية في دورة ألعاب البحر الأبيض المتوسط 2022 كالتالي:

#### الرجال
| اسم اللاعب | المنافسات   | ترتيب الجولات | ترتيب الجولات | دور الأربعة وعشرين | دور الستة عشر   | الدور ربع النهائي | الدور نصف النهائي | الدور النهائي   | الدور النهائي |
| اسم اللاعب | المنافسات   | النتيجة       | النقاط        | المنافس النتيجة    | المنافس النتيجة | المنافس النتيجة   | المنافس النتيجة   | المنافس النتيجة | الترتيب       |
| ---------- | ----------- | ------------- | ------------- | ------------------ | --------------- | ----------------- | ----------------- | --------------- | ------------- |
| جاكس الريس | فردي الرجال | 501           | 35            | مصر علي خسارة 0-6  | Did not advance | Did not advance   | Did not advance   | Did not advance | 25            |

### في الملاكمة
جاءت نتائج اللاعبين اللبنانيين المُشاركين في منافسات الملاكمة في دورة ألعاب البحر الأبيض المتوسط 2022 كالتالي:

#### الرجال
| اسم اللاعب | المنافسات              | دور الستة عشر          | الدور ربع النهائي | الدور نصف النهائي | الدور النهائي   | الدور النهائي   |
| اسم اللاعب | المنافسات              | المنافس النتيجة        | المنافس النتيجة   | المنافس النتيجة   | المنافس النتيجة | الترتيب         |
| ---------- | ---------------------- | ---------------------- | ----------------- | ----------------- | --------------- | --------------- |
| علي هاشم   | وزن 75 كيلوغرام للرجال | صربيا ميميتش خسارة RSC | Did not advance   | Did not advance   | Did not advance | Did not advance |

#### السيدات
| اسم اللاعبة | المنافسات               | دور الستة عشر      | الدور ربع النهائي | الدور نصف النهائي | الدور النهائي   | الدور النهائي   |
| اسم اللاعبة | المنافسات               | المنافس النتيجة    | المنافس النتيجة   | المنافس النتيجة   | المنافس النتيجة | الترتيب         |
| ----------- | ----------------------- | ------------------ | ----------------- | ----------------- | --------------- | --------------- |
| زينب خاتون  | وزن 54 كيلوغرام للسيدات | مصر عياد خسارة RSC | Did not advance   | Did not advance   | Did not advance | Did not advance |

### المبارزة
جاءت نتائج اللاعبين اللبنانيين المُشاركين في منافسات المبارزة في دورة ألعاب البحر الأبيض المتوسط 2022 كالتالي:

#### الرجال
| أنطوان الشويري | فردي سيف المبارزة | إيطاليا تاجلياريول خسارة 5–2 | فرنسا جيرنت خسارة 5–3 | المغربالكرد خسارة 5–2 | مصر السكري خسارة 5–2 | ليبيا الجبالي فوز 5–0 | colspan=5 data-sort-value="" style="background: #ececec; color: #2C2C2C; vertical-align: middle; text-align: center; " class="table-na" \| Did not advance |

#### السيدات
| اسم اللاعبة   | المنافسات | دور المجموعات             | دور المجموعات           | دور المجموعات         | دور المجموعات        | دور المجموعات              | دور المجموعات | دور الستة عشر          | الدور ربع النهائي | الدور نصف النهائي | الدور النهائي   | الدور النهائي   |
| اسم اللاعبة   | المنافسات | المنافس النتيجة           | المنافس النتيجة         | المنافس النتيجة       | المنافس النتيجة      | المنافس النتيجة            | الترتيب       | المنافس النتيجة        | المنافس النتيجة   | المنافس النتيجة   | المنافس النتيجة | الترتيب         |
| ------------- | --- | ------------------------- | ----------------------- | --------------------- | -------------------- | -------------------------- | ------------- | ---------------------- | ----------------- | ----------------- | --------------- | --------------- |
| ريتا أبو جودة | فردي سيف المبارزة | إيطاليا مارزاني خسارة 4–2 | فرنسا فنريسيل خسارة 5–1 | تركيا جوناس خسارة 5–1 | الجزائر جهام فوز 2–1 | مقدونيا دامجانوسكا فوز 5–4 | 4             | فرنسا لويس ماري L 15–5 | Did not advance   | Did not advance   | Did not advance | Did not advance |
| ريتا أبو جودة | فردي سيف الشيش\|colspan=6 data-sort-value="" style="background: #ececec; color: #2C2C2C; vertical-align: middle; text-align: center; " class="table-na" \| Bye | إيطاليا باتيني L 15–6     |                         |                       |                      |                            |               |                        | Did not advance   | Did not advance   | Did not advance | Did not advance |

### الجودو
جاءت نتائج اللاعبين اللبنانيين المُشاركين في منافسات الجودو في دورة ألعاب البحر الأبيض المتوسط 2022 كالتالي:

#### الرجال
| اسم اللاعب        | المنافسات              | دور الستة عشر                   | الدور ربع النهائي | الدور نصف النهائي | Repechage 1     | Repechage 2     |                 |                 |
| اسم اللاعب        | المنافسات              | المنافس النتيجة                 | المنافس النتيجة   | المنافس النتيجة   | المنافس النتيجة | المنافس النتيجة | المنافس النتيجة | الترتيب         |
| ----------------- | ---------------------- | ------------------------------- | ----------------- | ----------------- | --------------- | --------------- | --------------- | --------------- |
| غادي موسى         | الرجال وزن 73 كيلوغرام | سلوفينيا هوجاك خسارة (0-0)      | Did not advance   | Did not advance   | Did not advance | Did not advance | Did not advance | Did not advance |
| كارامنوب ساجايبوف | الرجال وزن 90 كيلوغرام | مقدونيا شاكاروفسكي خسارة (0-10) | Did not advance   | Did not advance   | Did not advance | Did not advance | Did not advance | Did not advance |

#### السيدات
| اسم اللاعبة  | المنافسات                       | دور الستة عشر              | الدور ربع النهائي | الدور نصف النهائي | Repechage 1     | Repechage 2     | الدور النهائي    | الدور النهائي   |
| اسم اللاعبة  | المنافسات                       | المنافس والنتيجة           | المنافس النتيجة   | المنافس النتيجة   | المنافس النتيجة | المنافس النتيجة | المنافس والنتيجة | الترتيب         |
| ------------ | ------------------------------- | -------------------------- | ----------------- | ----------------- | --------------- | --------------- | ---------------- | --------------- |
| ناتاشا طربية | منافسات السيدات وزن 78 كيلوغرام | كرواتيا بافيتش خسارة (0-0) | Did not advance   | Did not advance   | Did not advance | Did not advance | Did not advance  | Did not advance |

### الإبحار
جاءت نتائج اللاعبين اللبنانيين المُشاركين في منافسات الإبحار في دورة ألعاب البحر الأبيض المتوسط 2022 كالتالي:

#### الرجال
| DNF 29 |

| DNF 29 |

### رفع الأثقال
جاءت نتائج اللاعبين اللبنانيين المُشاركين في منافسات رفع الأثقال في دورة ألعاب البحر الأبيض المتوسط 2022 كالتالي:

#### السيداتات
| اسم اللاعبة  | المنافسات   | الخطف          | الخطف   | الرفع والنتر | الرفع والنتر |   |
| اسم اللاعبة  | المنافسات   | النتيجة        | الترتيب | النتيجة      | الترتيب      |   |
| ------------ | ----------- | -------------- | ------- | ------------ | ------------ | - |
| محاسن فتوج   | 71 كيلوغرام | 88             | 8       | 110          | 10           |   |
| align="left" | 71 كيلوغرام | أندريانا التون | 85      | 11           | —            | — |